# Knock Knock (Misha B)
Knock Knock è il secondo album in studio della cantante inglese Misha B, disponibile gratuitamente per il download e promozionato soltanto da un singolo, Here's to Everything (Ooh La La), presente nel disco in una versione ridotta.

## Tracce
1. Respect – 0:56
2. Here's to Everything (Ooh La La) – 1:16
3. Alien Avenue / I Need a Dollar – 4:12
4. Er?body – 1:33
5. Ugly Love – 3:05
6. Silent Cry – 2:48
7. Weak – 1:48
8. To Whoever It May Concern – 2:03